# Kontaktlins

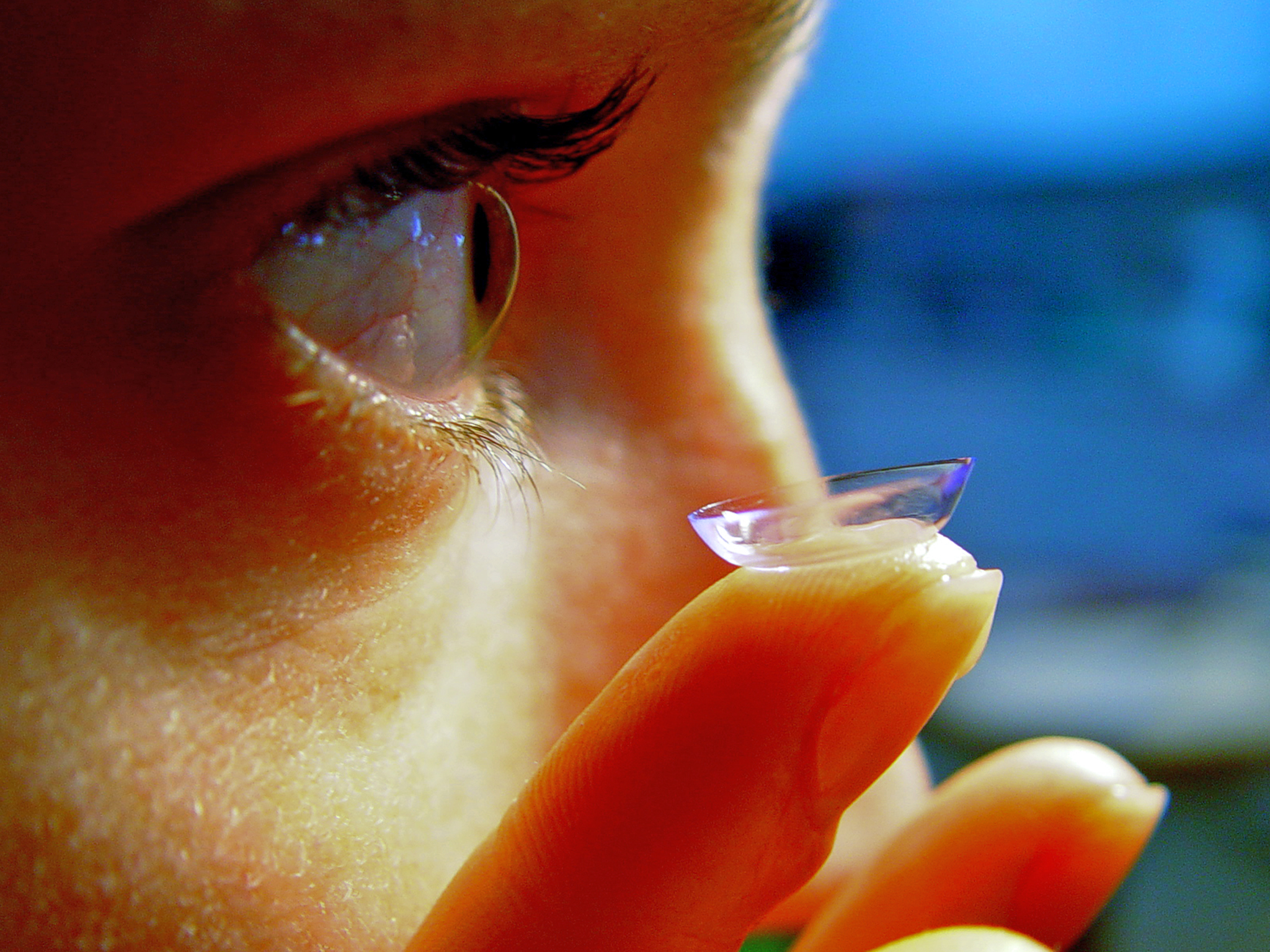
En kvinna på väg att sätta in en kontaktlins.

Kontaktlins, oftast lins, är en lins som fästs direkt på ögat med adhesion, för att ersätta glasögon eller för kosmetiska ändamål.

## Försäljning
I Sverige krävs inget recept för att handla kontaktlinser. Samtidigt får endast optiker med särskild behörighet tillpassa kontaktlinser. Tidigare var optiker dessutom ålagda att kontrollera att kunden hade ett aktuellt recept innan de fick tillhandahålla linser. De praktiska implikationerna av detta var många, bland annat att kunden var tvungen att betala för en undersökning för att handla linser. Detta satte optikerna i en ofördelaktig sits gentemot näthandeln, där motsvarande produkter ofta hade ett betydligt lägre pris.
Innan internet fanns, var ett besök hos en legitimerad optiker det enda sättet att få tag på kontaktlinser, men i takt med internets utbredning kom också näthandeln, och allt fler kunder valde istället att köpa sina linser, och även glasögon, online. Näthandeln har konkurrensutsatt linsmarknaden, vilket har pressat priserna, men också lett till en diskussion om patientsäkerhet. De legitimerade optikerna är trots allt inte enbart återförsäljare av linser, de ser ju till att kunden får rätt linser och lär ut hur linserna sätts i och hanteras på ett bra sätt. Dessutom är regelbundna kontroller ett sätt att tidigt upptäcka eventuella problem med ögonen som kan härledas till linsanvändning.
I en nätbutik kan kunderna köpa vilka linser de vill, vilket lägger ett större ansvar på kunden att beställningen har rätt specifikationer. Flera näthandlare har ingått samarbete med optiker, dels för att inge förtroende, men även för kunna erbjuda sina kunder också undersökningen och inte bara själva produkterna. Nätbutikerna poängterar i regel dessutom att kunden endast ska köpa samma linser som kundernas optiker tillpassat. Näthandlarna rekommenderar vanligen också sina kunder att besöka en optiker en gång om året för kontroll, och att de direkt ska kontakta en ögonläkare eller optiker om de upplever besvär med sina ögon.

## Historia

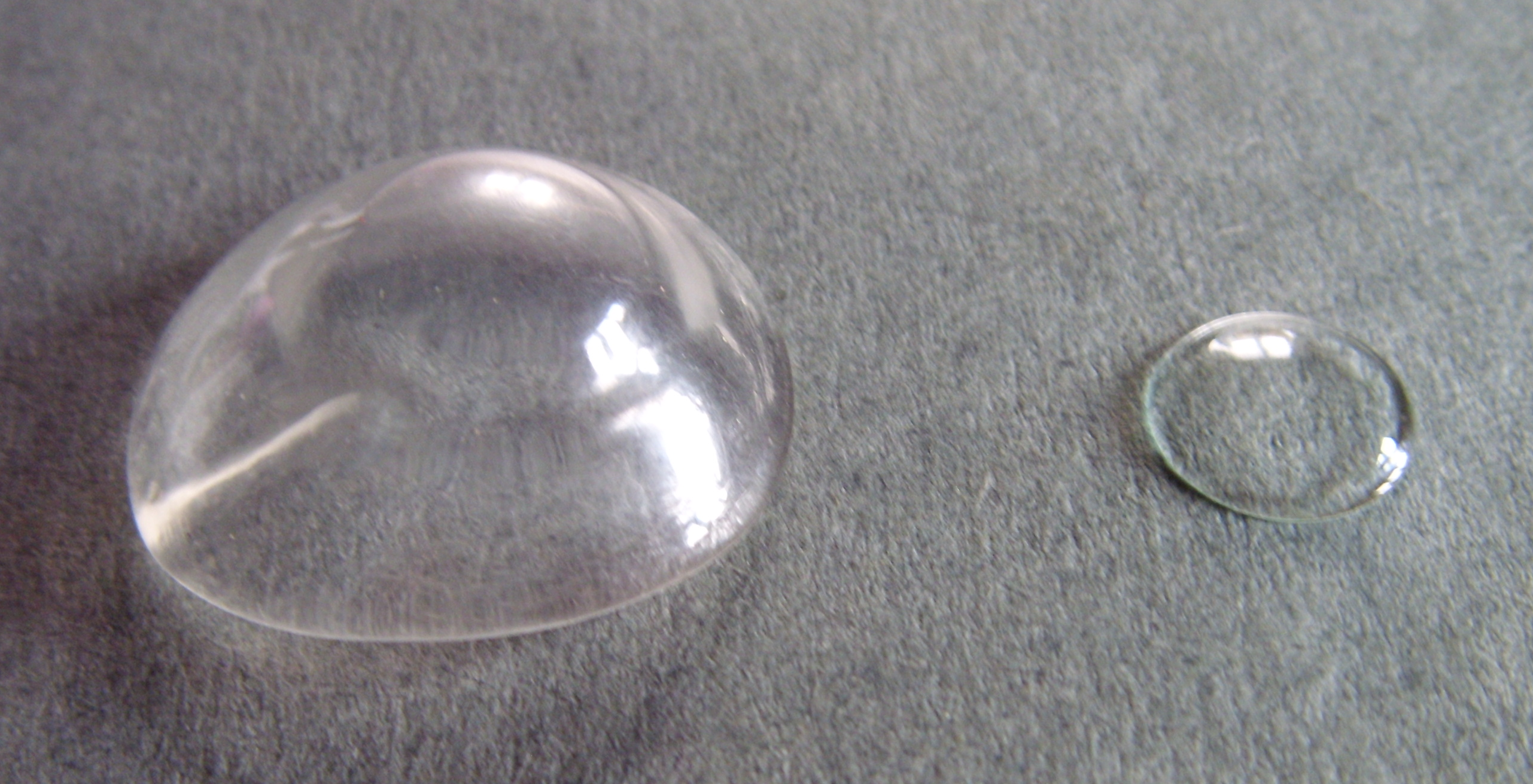
Kontaktlinser från 1950- respektive 1990-talet.

Den första kontaktlinsen framställdes av tysken Adolf Gaston Fick 1887. Denna var gjord i glas, fruktansvärt obekväm och kunde bara bäras några få timmar. Den massproducerades aldrig. De första kontaktlinserna för kommersiellt bruk kom på det tidiga 40-talet och var hårda, av plexiglas, och täckte hela ögat. Dessa var mindre obekväma än sina glasföregångare och nu fick linserna sitt genombrott inom bl.a. filmindustrin, men de var mycket dyra.
I mitten av 50-talet kom de mjuka kontaktlinserna som kunde bäras en hel dag. Dessa var avsevärt billigare och succén var ett faktum, nu kunde "alla" skaffa sig kontaktlinser och det innebar en stor befrielse, särskilt för de med svåra synfel som inte längre behövde så tjocka och tunga glas i sina glasögon.
Numera är det vanligaste mjuka kontaktlinser, men beroende på var i världen man befinner sig varierar användandet. I USA, Storbritannien och Tyskland är hårda linser vanliga medan majoriteten av linserna som säljs i Sverige är mjuka.

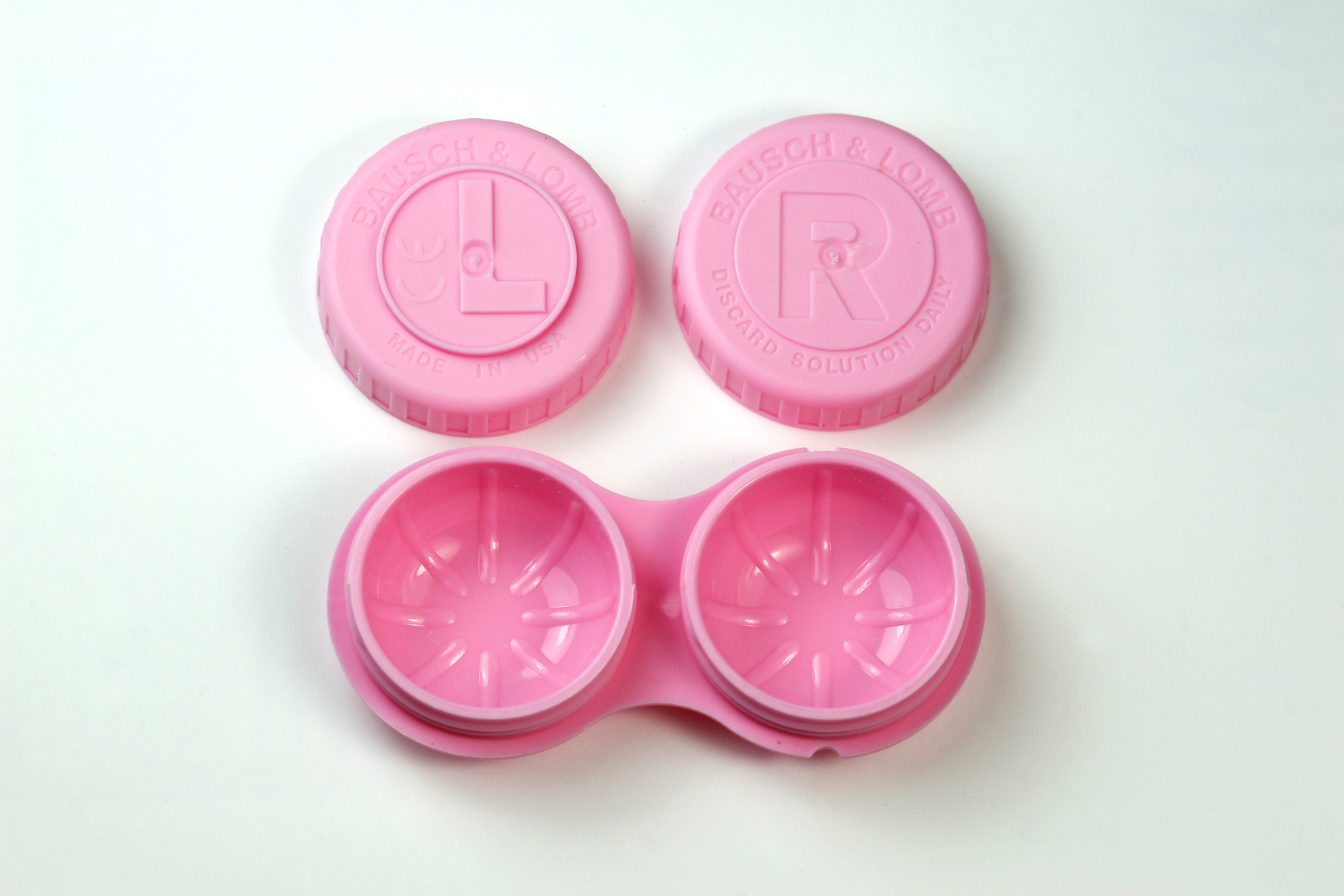
Behållare för förvaring och rengöring av kontaktlinser.

Tidigare användes ett och samma par mjuka linser en längre tid och byttes enbart en gång om året. Användandet av kontaktlinser begränsades till cirka 10-12 timmar i sträck, varefter linserna plockades ut, placerades i en liten behållare med saltlösning som i sin tur placerades i en speciell kokapparat där de genom kokning i cirka 30 minuter steriliserades och rengjordes dagligen. Numera använder man olika saltlösningar och desinfektionslösningar (linsvätska). Mjuka linser byts ut regelbundet, och det finns allt från mjuka halvårslinser, som tas ut och byts halvårsvis, till kvartalslinser, månadslinser, tvåveckorslinser och endags- eller engångslinser som används en dag eller gång och slängs för att ersättas av ett nytt par när de tas ut.

## Olika linstyper
En linstyp som har blivit allt mer populär är linser i silicon-hydrogelmaterial, även kallade "dygnet-runt-linser" som bärs upp till en månad i sträck, dag som natt. Linser kan idag korrigera de flesta synfel, såsom när- och översynthet, till astigmatism (brytningsfel), presbyopi (åldersynthet) etc. Vidare finns även kontaktlinser för kosmetiskt bruk, färgade linser för att till exempel byta ögonfärg, förstärka sin egen, tillsätta "glitter" i ögonen, eller korrigera kosmetiska defekter i ögat.
En annan linstyp är den hårda linsen som fungerar bäst vid vissa ögonsjukdomar som till exempel toppig hornhinna (keratokonus).

### Korneala och sklerala linser
De vanliga linserna, både de mjuka och de hårda, är korneala, med andra ord, de täcker hornhinnan. Sklerala linser täcker större delen av ögats framsida och ligger mot senhinnan.

### Färgade linser

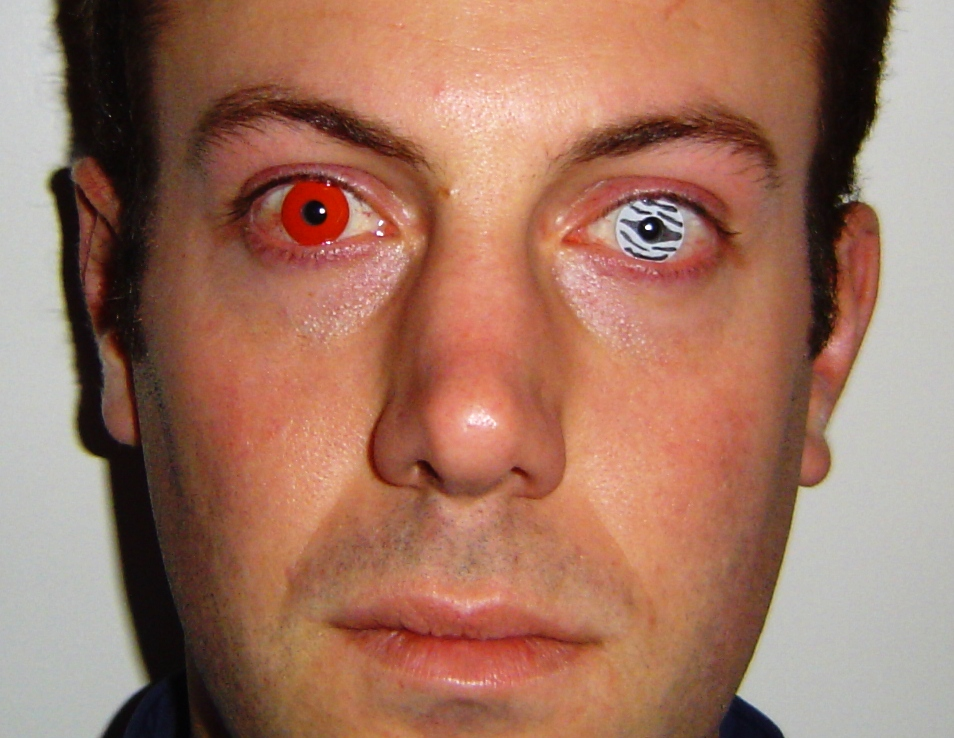
En person med färgade linser isatta

Färgade linser är kontaktlinser med färg. Man kan ha helt brytningsfria färgade linser, d.v.s. med fönsterglas. Det finns även färgade linser för personer med brytningsfel. 
De vanligaste typerna bland färgade linser är s.k. opaque och tinted.
- Opaquelinsen har ett färglager som är heltäckande och släpper därför inte igenom så mycket av den naturliga färgen på ögonen.
- Tintedlinsen släpper igenom mer av den naturliga ögonfärgen och lämpar sig bättre för personer med en ljusare ögonfärg som önskar att förstärka sin naturliga ögonfärg.

Hur stor effekt man får beror på vilken ögonfärg man börjar med. Det kan vara svårt att få en ljusare ögonfärg än den man redan har. 
Färgade linser har även oftast ett inbyggt UVB och UVA-skydd som skyddar mot solens skadliga strålar.
Färgade linser utan styrka blir allt mer populära. Dessa linser används inte för att korrigera ett synfel utan används istället av kosmetiska skäl av användare som vill ha en annan ögonfärg än den de har naturligt. Att använda linser av kosmetiska skäl kan dock tyvärr vara farlig. Allt fler lider ögonskador som kan härledas till kosmetiskt användande av linser.  De flesta av dessa skador beror på att användaren har köpt billiga linser som inte håller medicinsk kvalitet eller på att de har använt linserna felaktigt.  Ett mycket vanligt misstag är att användaren försöka spara pengar genom att återanvända engångslinser. Felaktigt använda linser kan orsaka en lång rad olika hälsoproblem.
Det finns även s.k. partylinser (se bild). Dessa möter motstånd från optiker och andra organisationer som jobbar för en hälsosam linsanvändning. De är dock trots detta populära bland främst den yngre målgruppen.  Linstillverkaren CooperVision har från hösten 2010 valt att plocka bort sina populära Crazy lenses ur sitt sortiment med hänvisning till ögonhälsan. En speciell typ av Crazy lenses är sklerala. Dessa linser skiljer sig från andra linser eftersom de täcker hela ögat, även ögats pupill. De kan med andra ord ge dig t.ex. helt vita ögon.

## Mått och specifikationer

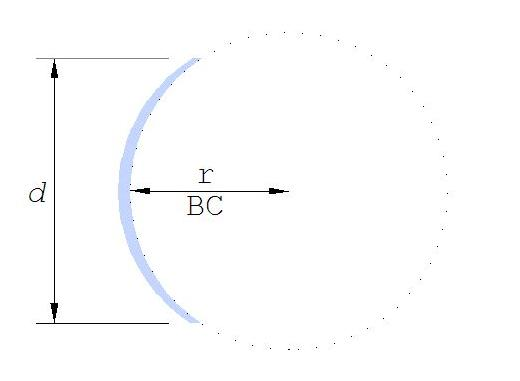
Diameter och baskurva

På ett recept från en optiker anges linsens styrka och brytningsfel, diameter, baskurva och märke. Diametern (d) är linsens yttermått och baskurvan (BC) är radien på den cirkelbåge som motsvarar linsens insida. Ju större baskurvan är desto planare är linsen. Både diametern och baskurvan anges i millimeter.
Sammanfattningsvis anges värden i dessa parametrar;
POW / PWR / SPH = STYRKA, anger storleken på synfelet i plus- eller minusvärden.
BC = BASKURVA, beskriver linsens kupning.
DIA = DIAMETER, anger linsens storlek kant till kant.
CYL = CYLINDER, anger styrkan på brytningsfelet.
AX / AXIS = AXEL, anger vinkeln på brytningsfelet.

## Komplikationer
De flesta komplikationer uppstår när linserna används på ett annat sätt än det optikern eller ögonläkaren föreskrivit. Att sova med linser som inte är designade eller godkända för det är en vanlig orsak till komplikationer. Många använder linserna längre än den rekommenderade användningstiden, det vill säga att de bär 1, 14 eller 30 dagars linser i flera dagar, månader eller år. Detta håller kostnaden för linserna nere, men riskerar att orsaka permanent skada på ögat och i värsta fall även synförlust.
Dåligt rengjorda kontaktlinser kan leda till sjukdomen acanthamoeba keratitis.